# Станіслав Сроковський (письменник)
Станіслав Сроковський (пол. Stanisław Srokowski; нар. 29 червня 1936, с. Гнильче, нині Тернопільського району, Тернопільська область, Україна) — польський письменник, громадський діяч. Зокрема, вважає, що:
- Україна виникла тільки в 1991 році, відкидає існування Українських держав — УНР та ЗУНР.
- всі так звані «Креси» — споконвіку польські землі.
- поляки — великий народ, і повинен ним залишитись.

За мотивами збірки його оповідань «Nienawiść» (Ненависть) зняли фільм «Волинь».